# Курт-Едуард Енгельманн
Курт-Едуард Енгельманн (нім. Kurt-Eduard Engelmann; 8 квітня 1903, Найссе — 13 березня 1943, Біскайська затока) — німецький офіцер-підводник, фрегаттен-капітан крігсмаріне.

## Біографія
В 1923 році вступив на флот. З 21 жовтня 1941 року — командир підводного човна U-163, на якому здійснив 3 походи (разом 144 дні в морі). 13 березня 1943 року U-163 був потоплений в Північній Атлантиці північно-західніше мису Фіністерре (45°05′ пн. ш. 15°00′ зх. д.) глибинними бомбами канадського корвету «Прескотт». Всі 57 членів екіпажу загинули.
Всього за час бойових дій потопив 4 кораблі загальною водотоннажністю 17 011 тонн.
| Дата              | Назва корабля                             | Тип               | Тоннаж | Вантаж                                                                   | Екіпаж | Загинули | Країна             | Конвой |
| ----------------- | ----------------------------------------- | ----------------- | ------ | ------------------------------------------------------------------------ | ------ | -------- | ------------------ | ------ |
| 5 листопада 1942  | La Cordillera                             | Торговий теплохід | 5,185  | Баласт                                                                   | 41     | 3        | Британська імперія |        |
| 12 листопада 1942 | USS Erie (PG-50) (невиправно пошкоджений) | Канонерка         | 2,000  |                                                                          | 180    | 7        | США                | TAG-20 |
| 21 листопада 1942 | Empire Starling                           | Торговий пароплав | 6,060  | 5500 тонн замороженого м'яса, включаючи солонину, і генеральних вантажів | 55     | 0        | Британська імперія |        |
| 22 листопада 1942 | Apalóide                                  | Торговий пароплав | 3,766  | 3500 тонн кави, насіння рицини і генеральних вантажів                    | 56     | 5        | Бразилія           | BRN-3  |

## Звання
- Фенріх-цур-зее (1 квітня 1925)
- Лейтенант-цур-зее (1 жовтня 1927)
- Оберлейтенант-цур-зее (1 липня 1929)
- Капітан-лейтенант (1 квітня 1935)
- Корветтен-капітан (1 лютого 1939)
- Фрегаттен-капітан (15 березня 1943, посмертно)

## Нагороди
- Медаль «За вислугу років у Вермахті» 4-го і 3-го класу (12 років)
- Залізний хрест
  - 2-го класу (квітень 1940)
  - 1-го класу (січень 1943)
- Нагрудний знак флоту (15 липня 1941)
- Нагрудний знак підводника (7 січня 1943)